# Бучацькі-Творовські

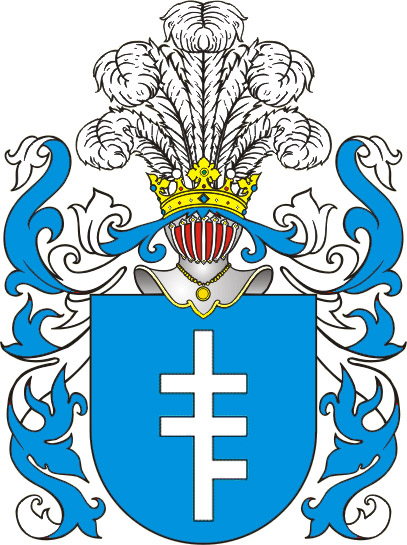
Герб Творовських — Пилява

Бучацькі-Творовські (або Бучацькі гербу Пилява) — гілка шляхетського роду Творовських часів Королівства Польського (Ягайлонів), Республіки Обох Націй (Речі Посполитої).
Засновником роду прийнято вважати Яна Творовського гербу Пилява, який був одружений з донькою дідича Бучача, воєводи руського і подільського Якуба Бучацького; місто Бучач було віном нареченої, яка була останньою представницею роду Бучацьких гербу Абданк.
Були пов'язані шлюбами зі впливовими родами Королівства Польського (Ягайлонів), Республіки Обох Націй (Речі Посполитої), Великого Князівства Литовського тих часів: Радзивіллами, Сенявськими, Потоцькими, Остроругами.

## Відомі представники
- Ян Творовський — польний гетьман коронний, подільський воєвода, дружина — Катажина Бучацька гербу Абданк,
  - Анджей (пом. до 1569) — чоловік Катерини Сенявської, зять великого коронного гетьмана, руського воєводи Миколая Сенявського, не залишив нащадків[3],
  - Ян (пом. до 1557) — син воєводи і гетьмана Яна, дружина — Катажина з Баранова[3],
    - Беата — донька Яна, внучка воєводи Яна,[3] дружина Яна Кшиштофа[4] Орлика, прадіда гетьмана України Пилипа Орлика[5][6][7],
    - Ян «Збожний» — син Яна, внук воєводи і гетьмана Яна, дружина — Анна Відерліх[3],
      - Прокоп — син Яна «Збожного»[3],
        - Рафал — син Прокопа, чоловік Катажини Рей, Теофілі Лещинської в 1663 р.[3] (перший[8]),

  - Миколай — барський староста, подільський підкоморій, дружина — княжна Анна Магдалина Радзивіл,
    - Ян Кшиштоф (1572—1602), помер неодруженим,
    - Єжи Войцех, у 1611 році продав різні маєтності Станіславові Ґольському,[9] у 1614 році брав участь у взятті бучацького замку шляхтою на чолі з князем Іваном-Юрієм Радзивілом після відмови передати його посідачки Зофії Гольської;[10] дружини — Ельжбета Падневська гербу Новина[11], донька дибувського старости Войцеха Падневського,[12] та Зофія з Шистовиць,

  - Катажина — дружина воєводи подільського, руського Станіслава Ґольського, після цього — кам'янецького каштеляна Анджея Потоцького (кальвініста, другий його шлюб)[13],
  - Анна — дружина краківського стольника Станіслава Менжика, шлюб уклали бл. 1564 року, батько Ян (син воєводи і гетьмана Яна[3]) на той момент уже помер[14],
    - Пйотр — дідич Кунева[9],
    - Александер, дружина — Маріанна з Лозінських (вдова Дмитра Кирики), у 1628 році мала судовий процес з князями Вишнівецькими[9],
    - Геронім Роман — підстолій та підстароста оршанський (1669—1689)[9],
    - Валентій[15].

## Маєтності
Представники роду володіли містами Бучачем, Устям (наприкінці XVI ст.), Опатувом та іншими населеними пунктами.